# Altamont (Missouri)
Altamont és una població dels Estats Units a l'estat de Missouri. Segons el cens del 2000 tenia 218 habitants.

## Demografia
Segons el cens del 2000, Altamont tenia 218 habitants, 83 habitatges, i 60 famílies. La densitat de població era de 323,7 habitants per km².
Dels 83 habitatges en un 37,3% hi vivien nens de menys de 18 anys, en un 60,2% hi vivien parelles casades, en un 9,6% dones solteres, i en un 27,7% no eren unitats familiars. En el 27,7% dels habitatges hi vivien persones soles el 13,3% de les quals corresponia a persones de 65 anys o més que vivien soles. El nombre mitjà de persones vivint en cada habitatge era de 2,63 i el nombre mitjà de persones que vivien en cada família era de 3,2.
Per edats la població es repartia de la següent manera: un 30,3% tenia menys de 18 anys, un 10,6% entre 18 i 24, un 25,2% entre 25 i 44, un 21,6% de 45 a 60 i un 12,4% 65 anys o més.
L'edat mediana era de 34 anys. Per cada 100 dones de 18 o més anys hi havia 97,4 homes.
La renda mediana per habitatge era de 26.250 $ i la renda mediana per família de 32.500 $. Els homes tenien una renda mediana de 24.375 $ mentre que les dones 15.000 $. La renda per capita de la població era de 9.953 $. Entorn del 15,4% de les famílies i el 21,7% de la població estaven per davall del llindar de pobresa.

## Poblacions més properes
El següent diagrama mostra les poblacions més properes.